# برلیکوو
برلیکوو (به لهستانی:  Brelików) یک روستا در لهستان است که در گمینا اوستژکی دولنه واقع شده‌است.